# سيد محمد أمين
سيد محمد أمين حسين محمد شبر (مواليد 7 مارس 1999 في البحرين) هو لاعب كرة قدم بحريني يجيد اللعب في مركز الظهير الأيمن. يلعب حاليا لصالح الأهلي الذي ينافس في الدوري البحريني الممتاز منذ 2023.

## المسيرة الرياضية

### الأندية
في 1 يوليو 2017 تم تصعيد أمين إلى الفريق الأول بنادي سترة. في موسمه الأول 2017-2018 وفي بطولة دوري الدرجة الثانية ساهم في احتلال فريقه المركز السادس بفارق 23 نقطة عن صاحب المركز الثاني الحالة المؤهل للصعود إلى الدوري الممتاز. وفي بطولة كأس ملك البحرين خرج فريقه من مباراته الأولى عندما خسر في الدور التمهيدي من قلالي بهدف نظيف.
في بداية موسمه الثاني 2018-2019 جدد أمين عقده مع سترة لمدة خمس مواسم. في بطولة دوري الدرجة الثانية ساهم في احتلال فريقه المركز الثالث بفارق 10 نقاط عن البطل الأهلي وبالتالي تأهل إلى ملحق الصعود إلى الدوري الممتاز ولكنه خسر من الحالة 2-4 في مجموع المباراتين. وفي بطولة كأس ملك البحرين ساهم في وصول فريقه إلى الدور الثمن النهائي عندما خسر من الحد 0-3 في مجموع المباراتين. وفي بطولة كأس الاتحاد البحريني فشل فريقه في التأهل إلى الدور النصف النهائي عندما احتل المركز الرابع الأخير في المجموعة الرابعة بفارق 5 نقاط عن المتصدر الرفاع الشرقي.
في 1 يوليو 2019 انتقل أمين من سترة إلى الأهلي البحريني (الدوري الممتاز) بالإعارة لمدة موسم واحد. في موسمه الوحيد 2019-2020 وفي بطولة الدوري الممتاز ساهم في احتلال فريقه المركز السابع بفارق نقطة واحدة عن منطقة الهبوط. وفي بطولة كأس ملك البحرين خرج من المرحلة الأولى عندما خسر من الرفاع 0-4 في مجموع المباراتين. وفي بطولة كأس الاتحاد البحريني فشل فريقه في التأهل إلى الدور النصف النهائي عندما احتل المركز الثالث في المجموعة الثالثة بفارق 4 نقاط عن المتصدر المحرق. في 30 يونيو 2020 انتهت الإعارة وعاد أمين إلى سترة.
في موسمه الثالث 2020-2021 وفي بطولة دوري الدرجة الثانية ساهم في احتلال فريقه المركز الخامس بفارق 5 نقاط عن صاحب المركز الثالث الاتفاق المؤهل إلى ملحق الصعود. وفي بطولة كأس ملك البحرين خرج من مباراته الأولى عندما خسر في الدور التمهيدي من الاتفاق 0-1. وفي بطولة كأس الاتحاد البحريني فشل فريقه في التأهل إلى الدور النصف النهائي عندما احتل المركز الثالث في المجموعة الثالثة بفارق 4 نقاط عن المتصدر المالكية.
في موسمه الرابع 2021-2022 وفي بطولة دوري الدرجة الثانية ساهم في احتلال فريقه المركز الثالث بفارق 13 نقطة عن البطل الشباب ليتأهل إلى ملحق الصعود الذي تم إقامته بنظام الدوري بين أربعة فرق وهي صاحبي المركزين الثامن والتاسغ في الدوري الممتاز البديع والحد وصاحبي المركزين الثالث والرابع في دوري الدرجة الثانية وهما سترة والمالكية على أن تصعد 3 فرق ويهبط فريق واحد فاحتل سترة المركز الثاني بفضل الانتصار في المباراة الثالثة والأخيرة على المالكية بهدف نظيف ليصعد سترة إلى الدوري الممتاز. وفي بطولة كأس ملك البحرين ساهم في وصول فريقه إلى الدور الثمن النهائي عندما خسر من الحد 1-2. وفي بطولة كأس الاتحاد البحريني فشل فريقه في التأهل إلى الدور النصف النهائي.
في موسمه الخامس والأخير 2022-2023 وفي بطولة الدوري الممتاز ساهم في حصد فريقه 16 نقطة من 10 مباريات محتلا المركز الرابع. وفي بطولة كأس ملك البحرين ساهم في وصول فريقه إلى الدور الربع النهائي بعدما تغلب في الدور الثمن النهائي على حامل اللقب الخالدية بركلات الترجيح. وفي بطولة كأس الاتحاد البحريني فشل فريقه في التأهل إلى الدور النصف النهائي عندما احتل المركز الخامس في المجموعة الرابعة بفارق 6 نقاط عن المتصدر البحرين.
في 25 يناير 2023 قرر أمين فسخ عقده الذي يربطه بسترة على خلفية عدم حصوله على رواتبه الشهرية لمدة أكثر من 4 أشهر.
في 27 يناير 2023 انتقل أمين إلى الأهلي البحريني (الدوري الممتاز) في صفقة انتقال حر حتى نهاية الموسم. في موسمه الأول 2022-2023 وفي بطولة الدوري الممتاز ساهم في احتلال فريقه المركز السادس بفارق 7 نقاط عن منطقة الهبوط. وفي بطولة كأس ملك البحرين ساهم في وصول فريقه إلى المباراة النهائية عندما خسر من الحالة بركلات الترجيح. وفي بطولة كأس الاتحاد البحريني ساهم في تتويج فريقه بالبطولة بعدما تغلب في المباراة النهائية على الخالدية بركلات الترجيح ليحقق أمين أولى بطولاته الشخصية.
في بداية موسمه الثاني 2023-2024 قرر أمين تجديد عقده مع الأهلي لمدة موسمين إضافيين.

## الإنجازات والألقاب
- الأهلي
  - كأس الاتحاد البحريني (1): 2023/2022